# Asamblea Nacional Consultiva
La Asamblea Nacional Consultiva fue un organismo español creado por la dictadura de Primo de Rivera, en el reinado de Alfonso XIII, que, según decía el Real Decreto-ley de 12 de septiembre de 1927 que lo fundó, «no ha de ser un Parlamento, no legislará, no compartirá soberanías», sino un «órgano de información, controversia y asesoramiento de carácter general que colaborará con el Gobierno» y que debía «preparar y presentar, en un plazo de tres años y con carácter de anteproyecto, una legislación general y completa». Las sesiones se iniciaron el 10 de octubre de 1927, concluyendo el 15 de febrero de 1930. La sede escogida para la reunión de sus miembros fue el Palacio de las Cortes. 
La Asamblea Nacional Consultiva fue la primera Cámara corporativa de la Europa de entreguerras. Se organizó en dieciocho secciones compuestas por once asambleístas cada una, designados por el presidente. La más importante fue la Sección Primera, que tenía que elaborar los «Proyectos de Leyes Constituyentes». Entre los 429 miembros fueron designadas 15 mujeres.

## Historia

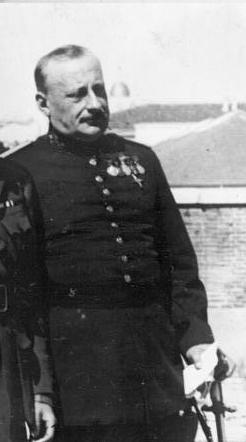
General Miguel Primo de Rivera.

En diciembre de 1925 el general Primo de Rivera da por concluida la tarea del Directorio militar y se restablecen los cargos de presidente del Consejo de Ministros y los de Ministros de la Corona, pero manteniendo "las máximas prerrogativas, con facultades legislativas" (por lo que las Cortes continuarían cerradas y la Constitución de 1876 suspendida). En esta nueva etapa, que suele llamarse "Directorio Civil", la Dictadura se propone poner en marcha "un proceso fecundamente evolutivo que ha de permitir transformar la vida pública nacional", lo que significa dotar a la sociedad y al Estado de un nuevo orden corporativo y autoritario.
En la primera Asamblea Nacional de la Unión Patriótica (UP) celebrada en julio de 1926 se propuso la convocatoria de un parlamento corporativo fundamentado en la familia, el municipio y la provincia. Este acuerdo se plasmó en un comunicado hecho público por el comité central de la UP el 4 de septiembre en el que se pedía al Directorio civil que lo convocara, para lo cual solicitaba que se realizara un plebiscito coincidiendo con «el tercer aniversario del glorioso golpe de Estado» en el que se diera una oportunidad «para que la opinión exprese si es conveniente la organización de una Asamblea Suprema Nacional que coadyuve a la gobernación del Estado».
Al día siguiente Primo de Rivera hacía público un manifiesto preparatorio de la conmemoración del golpe de Estado en el que daba por «fracasado el sistema parlamentario en su forma actual» y aceptaba la creación de una «Suprema Asamblea nacional temporal», encargada de construir una «España nueva».
Después de una intensa campaña de propaganda en la que se ensalzaron los logros del régimen, y en la que la Iglesia católica y el Ejército tuvieron una participación muy destacada, se celebró la consulta entre los días 11 y 13 de septiembre sin ninguna garantía, ya que las mesas estaban copadas por los miembros de la Unión Patriótica y los hombres y mujeres mayores de 18 años que participaron no votaron, sino que firmaron unas actas en apoyo del Dictador. Intervino algo más de la mitad del censo (7.478.502 sobre 13.110.897). El diario ABC comentó que hubiera preferido "una más amplia y eficaz consulta al voto nacional para ir sin dilación a la reposición del régimen constitucional con las reformas que tantas veces hemos pedido para evitarle nueva caída".
El mismo 13 de septiembre de 1926 Primo de Rivera hizo público un manifiesto en el que habló del establecimiento de un parlamento cuya misión principal era «preparar y presentar escalonadamente al Gobierno, en un plazo de tres años, y con carácter de anteproyecto, una legislación general y completa que a su hora ha de someterse a un sincero contraste de la opinión pública, y en la parte que proceda, a la real sanción». De la legislación general destacó un «proyecto de leyes constituyentes». Sin embargo, no se otorgaba al nuevo parlamento el carácter de asamblea constituyente por la oposición del rey, sino que esa función correspondería al órgano que la sustituyera o a un referéndum sobre el proyecto de Constitución aprobado por aquella.
Según Genoveva García Queipo de Llano, con la realización del plebiscito informal Primo de Rivera pretendía demostrar que contaba con el respaldo popular y presionar así al rey para que aceptara su propuesta de convocar una Asamblea Nacional Consultiva, no elegida. Durante un año Alfonso XIII se resistió, pero en septiembre de 1927, firmó la convocatoria. En el Real Decreto-ley de 12 de septiembre de 1927 se decía que "no ha de ser un Parlamento, no legislará, no compartirá soberanías", sino un "órgano de información, controversia y asesoramiento de carácter general que colaborará con el Gobierno".
En la sesión de apertura celebrada el 10 de octubre de 1927 su presidente José Yanguas Messía entre otras cosas dijo:

SEÑOR: Asistimos al momento inicial de una interesante etapa en la evolución política felizmente iniciada el 13 de septiembre de 1923. [...] No es, ni jamás se pensó en que esta Asamblea fuera, un sustitutivo de los órganos parlamentarios. La Constitución de la Monarquía está -repetidas veces los ha declarado el Sr. Marqués de Estella- suspendida en algunos de sus preceptos, pero no derogada. La misión de esta Asamblea, distinta de la de un Parlamento, pero de la más alta conveniencia nacional, en los momentos actuales ha de ser, como en el Real decreto se define de doble naturaleza: fiscalizadora y consultiva en la labor del Gobierno, y preparatoria de los proyectos fundamentales que habrán de ser en su día objeto de examen y resolución de un órgano legislativo que tenga por raíz el sufragio, rodeado de las máximas garantías de independencia y pureza.

Según Eduardo González Calleja, se trataba de "una Cámara puramente transitoria de la que no nacería ninguna legitimidad", pero que "en todo caso" "destruía la imagen de la Dictadura como régimen provisional, y abría el camino a la constitución de un régimen autoritario de carácter netamente liquidacionista, que pasaba de ser un estado de excepción coyuntural a convertirse en una empresa consciente de liquidación del régimen liberal-parlamentario".
La negativa de los socialistas a participar en la Asamblea supuso un fuerte revés para el proyecto de Primo de Rivera. Estuvo en principio motivada por el hecho de que los puestos les habían sido asignados sin elección, pero cuando Primo de Rivera más tarde aceptó que fueran elegidos por el propio sindicato UGT, los socialistas mantuvieron su negativa. Quien más fuertemente se opuso a la participación fue Indalecio Prieto, mientras que Francisco Largo Caballero y Julián Besteiro siguieron defendiendo la colaboración con el régimen —Besteiro argumentó que por qué no habrían de ir los socialistas a la Asamblea si habían participado en las Cortes Generales que, a su juicio, eran tan ilegítimas como aquella—. Por otro lado, las Universidades, cada vez más enfrentadas con el régimen, tampoco enviaron representantes.

## Miembros
Era "una asamblea corporativa, dependiente por completo del poder ejecutivo", "con miembros elegidos por los ayuntamientos, las diputaciones provinciales, las uniones patrióticas, los órganos del Estado y representantes destacados de la Administración, el ejército, la justicia o la Iglesia junto a otros representantes del trabajo, el comercio, la cultura, las artes y demás actividades por el gobierno, y pretendía ser la expresión de un modelo tripartito de representación —Administración, Sociedad y Partido— que tenía sus raíces en el corporativismo clásico y en el corporativismo fascista italiano". De los 429 asambleístas solo 71 habían sido diputados o senadores en las Cortes constitucionales, y en su mayoría eran políticos de segunda fila de los antiguos partidos del turno.
Podían pertenecer a la Asamblea varones y «hembras solteras, viudas o casadas» siempre que estas últimas estuvieran «debidamente autorizadas por sus maridos» y que estos no fueran asambleístas. El Consejo de Ministros designó como parlamentarias a 15 mujeres en octubre de 1927 pero dos de ellas renunciaron al puesto y entre  1928 y 1930 se incorporaron otras tres. Entre las elegidas abundaban las maestras y había varias nobles. La primera mujer en la historia que tomó la palabra en el hemiciclo fue Concepción Loring, el 23 de noviembre de 1927.

## Sesiones
La Asamblea Nacional Consultiva se organizó en 18 secciones compuestas por 11 asambleístas cada una designados por el presidente. La más importante fue la Sección Primera que tenía que elaborar los "Proyectos de Leyes Constituyentes".
El reglamento interno garantizaba un férreo control de la Asamblea por parte del gobierno, ya que era este el que a través de la Mesa de la Asamblea fijaba el orden del día de las comisiones y les asignaba los temas de debate. Cuando una comisión acordaba un dictamen el presidente de la Asamblea lo remitía al gobierno, que decidía si procedía su discusión en el Pleno, cuyas sesiones estaban limitadas a cuatro al mes, y si procedía que se votara en el mismo -aunque a pesar de ello se trataron ciertos temas relevantes como el proyecto de nuevo Código Penal o la reforma de los estudios universitarios-. Además la Asamblea no ejerció la función de control del gobierno, y las pocas críticas que se produjeron no trascendieron a la opinión pública porque lo impidió la estricta censura de prensa de las reseñas  parlamentarias.
La sección primera de la Asamblea, presidida por José Yanguas Messía, con José María Pemán de secretario, y Antonio Goicoechea, Víctor Pradera y César Silió, entre sus vocales, presentó en el verano de 1929 una propuesta de Carta otorgada, como la calificó el reputado jurista Mariano Gómez, aunque fue presentada como anteproyecto de Constitución de la Monarquía Española, a pesar de que rompía completamente con la historia del constitucionalismo español. Un año después de su presentación el anteproyecto se hallaba completamente estancado, por lo que el debate político se centró ya en la apertura de un verdadero "período constituyente".